# Philippe Labro
Philippe Labro (ur. 27 sierpnia 1936 w Montauban, zm. 4 czerwca 2025 w Paryżu) – francuski reporter, pisarz, scenarzysta i reżyser filmowy. Był współzałożycielem prywatnego kanału telewizyjnego Direct 8.
W Polsce jego książki Ludzie oraz Moja mama nieznajoma ukazały się nakładem wydawnictwa Sonia Draga.